# Droga wojewódzka nr 903
Droga wojewódzka nr 903 – droga wojewódzka znajdująca się w całości na obszarze Jaworzna, łącząca drogę krajową 79 z autostradą A4 poprzez węzeł Jeleń.
Jej numer został nadany 26 czerwca 2014 r.